# (150) Nuwa
(150) Nuwa ist ein Asteroid des äußeren Hauptgürtels, der am 18. Oktober 1875 vom US-amerikanischen Astronomen James Craig Watson am Detroit Observatory in Ann Arbor entdeckt wurde.
Der Asteroid wurde benannt nach Nüwa, einer Figur aus der chinesischen Mythologie. Die Benennung erfolgte möglicherweise in Erinnerung an die Reise des Entdeckers nach China im Jahr zuvor. Für weitere Einzelheiten dazu siehe bei (139) Juewa.

## Wissenschaftliche Auswertung
Aus Ergebnissen der IRAS Minor Planet Survey (IMPS) wurden 1992 erstmals Angaben zu Durchmesser und Albedo für zahlreiche Asteroiden abgeleitet, darunter auch (150) Nuwa, für die damals Werte von 151,1 km bzw. 0,04 erhalten wurden. Eine Auswertung von Beobachtungen durch das Projekt NEOWISE im nahen Infrarot führte 2011 zu vorläufigen Werten für den Durchmesser und die Albedo im sichtbaren Bereich von 137,2 km bzw. 0,05. Nachdem die Werte nach neuen Messungen 2012 auf 119,1 km bzw. 0,06 korrigiert worden waren, wurden sie 2014 auf 132,0 km bzw. 0,05 geändert. Nach der Reaktivierung von NEOWISE im Jahr 2013 und Registrierung neuer Daten wurden die Werte 2015 zunächst mit 159,0 km bzw. 0,03 angegeben und dann 2016 korrigiert zu 97,3 oder 134,7 km bzw. 0,04 oder 0,07, diese Angaben beinhalten aber alle hohe Unsicherheiten.
Photometrische Beobachtungen von (150) Nuwa erfolgten erstmals vom 12. bis 14. September 1983 am Osservatorio Astrofisico di Catania in Italien. Aus der gemessenen Lichtkurve wurde eine Rotationsperiode von 8,14 h bestimmt, aber ein Wert von 12,2 h wurde gleichermaßen als möglich erachtet. Erneute Messungen wurden vom 18. Juli bis 20. September 1993 am gleichen Ort durchgeführt. Aus einer sehr lückenhaften Lichtkurve konnte wieder eine Rotationsperiode von 8,140 h abgeleitet werden. Außerdem erfolgte eine grobe Abschätzung für die Achsenverhältnisse eines dreiachsig-ellipsoidischen Modells des Asteroiden und für die Lage der Rotationsachse. Weitere Beobachtungen gelangen vom 18. bis 27. Dezember 1994 mit der Automated Telescope Facility der University of Iowa. Hier konnte eine Rotationsperiode von 8,136 h bestimmt werden. Aus den archivierten Lichtkurven des Osservatorio Astrofisico di Catania wurden dann in einer Untersuchung von 1998 erneut zwei alternative Lösungen für die Position der Rotationsachse sowie Abschätzungen für die Achsenverhältnisse errechnet. Neue photometrische Messungen erfolgten vom 15. Dezember 2004 bis 2. Januar 2005 am Swilken Brae Observatory in Schottland. Die detaillierte Lichtkurve konnte hier zu einer Rotationsperiode von 8,1364 h ausgewertet werden.
Bei Asteroiden mit einer Rotationsperiode von etwa 8 oder 12 Stunden verschiebt sich die Lichtkurve von einem Tag zum nächsten nur geringfügig. Am Organ Mesa Observatory in New Mexico wurden daher Beobachtungen über einen längeren Zeitraum, nämlich von 11. Dezember 2010 bis 28. Januar 2011 durchgeführt, um eine lückenlose Lichtkurve über die volle Periodizität zu erhalten. Die dadurch gewonnene, sehr detaillierte Lichtkurve führte zur Bestimmung einer Rotationsperiode von 8,1347 h, während die längere Periode von etwa 12 Stunden ausgeschlossen werden konnte. Die Auswertung archivierter Lichtkurven der Lowell Photometric Database ermöglichte in einer Untersuchung von 2016 die Bestimmung der Rotationsperiode zu 8,13456 h, außerdem konnten Gestaltmodelle und zwei alternative Lösungen für die Position der Rotationsachse angegeben werden in Verbindung mit einer prograden Rotation.
Die Auswertung astrometrischer Daten, die bei der Begegnung von (150) Nuwa mit anderen Asteroiden von der Raumsonde Gaia aufgezeichnet wurden, führte in einer Untersuchung von 2007 zu einer Abschätzung der Masse von (150) Nuwa mit 4,37·1018 kg bei einer Unsicherheit von ± 5 %. Erneute Abschätzungen von Masse und Dichte für den Asteroiden aufgrund von gravitativen Beeinflussungen auf Testkörper führten dann in einer Untersuchung von 2012 zu einer Masse von etwa 1,62·1018 kg und mit einem angenommenen Durchmesser von etwa 147 km zu einer Dichte von 0,98 g/cm³ bei einer Porosität von 56 %. Diese Werte besitzen eine Unsicherheit im Bereich von ±22 %.